# Black Mor szigete
A Black Mor szigete francia animációs, kétdimenziós rajzfilm, amelyet Jean-François Laguionie rendezett és 2004-ben mutattak be.
A Black Mor szigete Laguionie harmadik nagyjátékfilmje a Gwen et le Livre de sable (1985) és a Le Château des singes („A majmok kastélya”, 1999)  után.
Egy fiú megszökik az árvaházból, ahol fogva tartották, és egy legendás kalóz, Fekete Mór kincsét keresi.

## Cselekmény
1803-ban, Cornwall partjainál a Kölyök, egy tizenöt éves fiú megszökik az árvaházból, ahol elítéltként élt. Nem tudja az igazi nevét, és egyetlen tulajdona egy kincses sziget térképe, amely Fekete Mór, egy híres kalóz könyvéből esett ki, akire szeretne hasonlítani.
Fekete Mór életének történetét egy idős tanító olvassa fel egy vastag könyvből, ahelyett, hogy erkölcsre és vallásra tanítaná az árvákat.
Végül elszökik, éppen azelőtt, mielőtt az árvaház igazgatója átadná neki az apja levelét.  Ficelle és Mac Gregor, két hajótörött mellett köt ki. Ők hárman ellopják a parti őrség vitorláshajóját, hogy kalandra induljanak a titokzatos Black Mor sziget keresésére. A vitorlás fedélzetén velük tart Taka, egy dezertőr és a majom Jim.

## Szereplők
- Taric Mehani : a „kölyök”
- Agathe Schumacher: a „kis csuhás”
- Jean-Paul Roussillon: Mac Gregor
- Jean-François Dérec: La Ficelle
- Jean-François Roubaud : műhelyvezető / parti őrség
- Yanecko Romba: Taka
- Frédéric Cerdal: az árvaház igazgatója
- Michel Robin : Forbes mester

## A film készítése

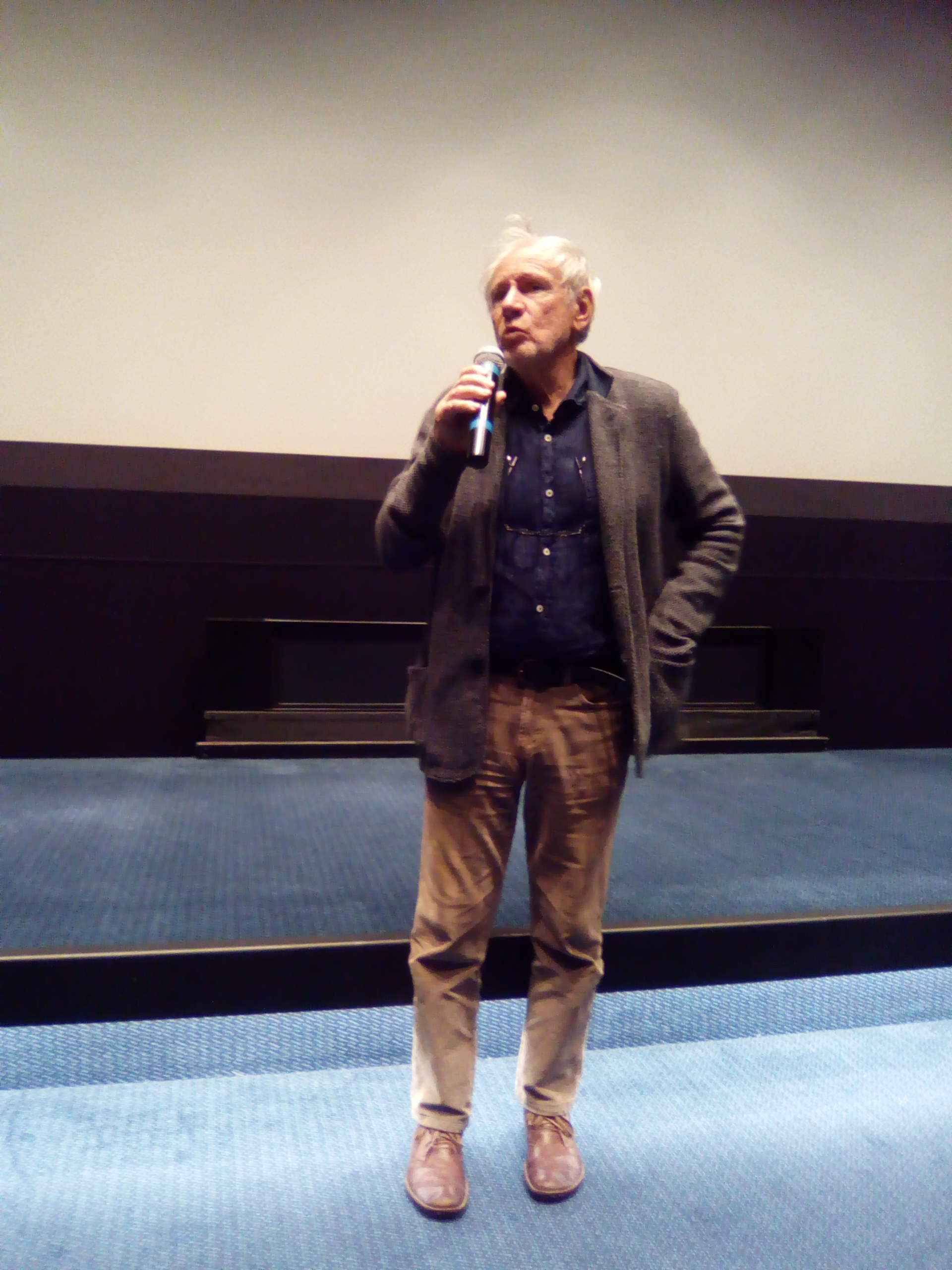
Jean-François Laguionie rendező a film vetítésén a Cinémathèque française-ban (2016)

A film elkészítése három évet vett igénybe, amelyből kettőt az animációra fordítottak. A film forgatókönyvének megírásakor Laguionie egy már meglévő kalandregényre támaszkodott, és a A majmok vára forgatása során szerzett tapasztalataira támaszkodott, amely során egy angol forgatókönyvíróval dolgozott együtt. A cselekmény Robert Stevenson kalandregény szálait veszi át, pszichológiai küldetéssel vegyítve. A film alacsony költségvetése miatt az animációt egy ázsiai stúdiónak kellett kiszervezni.
A film költségvetése  3,21 millió euró volt.

## Kritikák
Franciaországban a filmet a kritikusok kedvezően fogadták. Az AlloCiné weboldal tizenhét sajtókritikát sorol fel, és ezek alapján a filmet átlagosan 4,1/5-re értékeli.
A legjobb kritikák közül Thomas Sotinel a Le Monde-ban úgy jellemzi a filmet, mint szerény és bátor, és értékeli a nagy animációs produkciókhoz képest eltérő tempóját. A Télérama-ban Isabelle Fajardo nagyra értékeli azt, amit ő úgy jellemez, mint egy látomás, egy tengeri álmodozás, valamint a grafika szépségét és lágyságát, amelyek mind-mind extra jellemzőt adnak a film által elmesélt kalandnak. Dominique Duthuit a Le Figaroscope-ban  dicséri a történet epikus lélegzetvételét, a leírt környezet dokumentációs értékét, a jelenetek ügyes vágását, a vonalvezetés hatékonyságát és józanságát, a szereplők pszichológiai pontosságát.
A L'Humanité-ben  Vincent Ostria elismeri Robert Stevenson hatását a kincskereső cselekményben, de úgy érzi, hogy a film könnyedén és légies grafikával elrugaszkodik a műfaj konvencióitól, és elismeri, hogy nem sok hang és düh [van a filmben], de van szilárd elbeszélői érzék.
A kevésbé jó kritikák közül Bernard Achour a TéléCinéObs-ban  sajnálja, hogy a filmre fordított gondosság elrejti a projekt valódi eredetiségének hiányát.

## Díjak
- Elnyert díjak:

Chicago International Children's Film Festival 2004 - Adult's Jury Award - Certificate of Merit Animated Feature Film or Video Jean-François Laguionie

## Megjelenés DVD-n
A filmet a TF1 Video zóna 2 DVD-ként adta ki 2004 szeptemberében; a DVD-n található mellékletek a következők: a film trailere, a főszereplők filmográfiái, egy dokumentumfilm, „A film titkai”.

## Fordítás
- Ez a szócikk részben vagy egészben  a   L'Île de Black Mór című francia Wikipédia-szócikk fordításán alapul.  Az eredeti cikk szerkesztőit annak laptörténete sorolja fel. Ez a jelzés csupán a megfogalmazás eredetét és a szerzői jogokat jelzi, nem szolgál a cikkben szereplő információk forrásmegjelöléseként.

## Külső hivatkozások
- Black Mor szigete az Internet Movie Database-ben (angolul)
- Black Mor szigete a Box Office Mojón (angolul)
- Fiche sur Planète Jeunesse
- Site officiel du film